# دييجو سيواني
دييجو سيواني (بالإسبانية: Diego Seoane Pérez)‏ (26 أبريل 1988 بأورينسي في إسبانيا - ) هو لاعب كرة قدم إسباني في مركز الدفاع. لعب مع بونفيرادينا وديبورتيفو فابريل وديبورتيفو لاكورونيا ونادي قرطبة ونادي لوغو وSD Ciudad de Santiago ‏.

## روابط خارجية
- دييجو سيواني على موقع قاعدة بيانات كرة القدم.إي يو (الإنجليزية)
- دييجو سيواني على موقع Soccerway.com (الإنجليزية)
- دييجو سيواني على موقع AS.com (الإسبانية)